# Большой Сетной
Большой Сетной — остров в северо-западной части Каспийского моря в дельте реки Волга. Административно находится в Астраханской области, Камызякский район.
К северу лежит о. Морская Коса, к западу — Малый Сетной, к югу — Морской Сетной (между которыми — кундрак)
Проходит Тишковский канал
Есть база отдыха. Рыболовство. В 1948 году на заводе, стоящем на острове, изготавливалась опытная партия автоматов АК, в связи с чем до 1991 года Большой Сетной имел статус секретности. Для детей рабочих завода в 1950 году был построен пионерский лагерь «Зарница», закрыт в 1991 году. Строений от лагеря не осталось. Также за бывшим пионер лагерем в сосновом бору есть маленькое кладбище, дата последнего захоронения — 2004 год. 

## Топографические карты
- Лист карты L-39.  Масштаб: 1 : 1 000 000. Указать дату выпуска/состояния местности.